# Súper Rugby 2020
El Súper Rugby 2020 fue la temporada número 25 del Súper Rugby, que se realizó entre el 31 de enero y el 15 de marzo. La institución organizadora fue la Sanzaar, con la participación de quince equipos pertenecientes a cinco países de Oceanía, Asia, África y América: cinco equipos de Nueva Zelanda (Blues, Chiefs, Crusaders -campeón 2019-, Highlanders y Hurricanes), cuatro de Sudáfrica (Bulls, Lions, Sharks y Stormers), cuatro de Australia (Brumbies, Rebels, Reds y Waratahs), uno de Argentina (Jaguares) -subcampeón 2019- y uno de Japón (Sunwolves) -en su último año de actuación en el certamen-.
El 15 de marzo, la Sanzaar informó que el certamen fue suspendido por tiempo indeterminado, debido a la pandemia de coronavirus. La semana 7 se completó, menos el partido Jaguares-Highlanders, que fue cancelado definitivamente y declarado empate. El 19 de mayo la Sanzaar dispuso habilitar torneos disputados entre equipos de super rugby de un mismo país, a medida que lo permitan las restricciones gubernamentales. La primera en poder hacerlo fue la conferencia neozelandesa, mediante un torneo denominado Super Rugby Aotearoa (nombre maorí de Nueva Zelanda), con fecha de iniciación el 13 de junio.

## Equipos participantes
Notas
1. ↑  Además utilizará los siguientes estadios: Estadio Nacional de Singapur, Estadio Level-5 de Fukuoka, en Osaka y en el Estadio Hanazono de Higashiosaka.[4]
2. ↑  Además utilizará los siguientes estadios: Brookvale Oval, SCG, McDonalds Jones Stadium (Newcastle), WIN Stadium (Wollongong) y Scully Park (Tamworth).[5]
3. ↑  Además utilizará el ANZ National Stadium en Suva (Fiyi).

## Forma de disputa
Fase regular
Los 15 equipos se agrupan geográficamente en tres conferencias de cinco equipos cada uno:
- La Conferencia Australia incluye los cuatro equipos australianos y el equipo japonés;
- La Conferencia Nueva Zelanda incluye a los cinco equipos neozelandeses;
- La Conferencia Sudáfrica incluye los cuatro equipos sudafricanos y el equipo argentino.

La fase regular consta de 18 fechas que se disputan en igual cantidad de semanas sucesivas. Cada equipo queda libre en dos fechas y debe disputar 16 partidos:
- ocho contra cada uno de los demás equipos de su misma conferencia (local y visitante);
- cuatro contra diferentes equipos de una de las otras dos conferencias;
- cuatro contra diferentes equipos de la segunda de las otras dos conferencias.

Puntuación
Para ordenar a los equipos en la tabla de posiciones se los puntuará según los resultados obtenidos.
- 4 puntos por victoria.
- 2 puntos por empate.
- 0 puntos por derrota.
- 1 punto bonus por ganar haciendo 3 o más tries que el rival.
- 1 punto bonus por perder por siete o menos puntos de diferencia.

Eliminatorias
El equipo ganador de cada una de las tres conferencias clasifica automáticamente para los cuartos de final formados por ocho equipos en total. Los otros cinco lugares corresponden a los cinco equipos mejor clasificados en la tabla general que reúne a las tres conferencias. Cada equipo mantiene su posición como cabeza de serie para las siguientes rondas.
En caso de empate en puntos, corresponde aplicar las siguientes reglas de desempate:
1. Mayor cantidad de partidos ganados;
2. Mayor diferencia de puntos;
3. Mayor cantidad de tries;
4. Mejor diferencia de tries favor y en contra;
5. Sorteo tirando una moneda.

En los cuartos de final, los tres ganadores de conferencia y el equipo mejor ubicado en la general, excluidos los ganadores de cada conferencia, son anfitriones de los partidos, es decir, juegan de local en la eliminatoria de cuartos de final. Se enfrentarán con los equipos ubicados del quinto al octavo puesto de la general de las tres conferencias reunidas, de tal manera que se enfrentarán el primer clasificado (el ganador de conferencia con mayor puntuación) con el octavo clasificado, el segundo se enfrentará al séptimo, el tercero (el ganador de conferencia con peor puntuación de los tres ganadores de conferencia) al sexto y el cuarto (que es el primero de la tabla general una vez excluidos los tres equipos ganadores de cada conferencia) se enfrentará al quinto clasificado.
Los ganadores de cuartos de final avanzarán a las semifinales, donde el mayor cabeza de serie es local y enfrenta al de menor posición. El ganador de cada semifinal pasa a la final, en la sede del equipo de mayor cabeza de serie.
En caso de empate al finalizar el tiempo reglamentario en la etapa eliminatoria, los equipos disputarán dos tiempos suplementarios de 10 minutos cada uno. Si finalizados los mismos continúa el empate, se debe resolver a primera diferencia ("muerte súbita") durante un tiempo de 10 minutos, sorteándose qué equipo patea la salida y el campo correspondiente a cada uno.
El equipo ganador de la final se proclama campeón.

## Reglas especiales
El Súper Rugby aplica reglas especiales que lo diferencian de las generales del rugby establecidas por la World Rugby (WR). Las dos principales son:
- El punto bonus ofensivo se obtiene cuando el equipo vencedor anota tres o más tries que su oponente. Esta regla se diferencia de la sancionada por la WR, que asigna un punto bonus al equipo que anota cuatro tries o más, sin relación alguna con la cantidad anotada por el oponente.[7]
- En caso de penal una vez que ha sonado la sirena de final del tiempo de juego, el equipo favorecido con la sanción tiene la opción de patear al touch y obtener un line out. Esta opción no está permitida en las reglas de la WR.[9]

## Fase regular

### Conferencia Australia
Clasificación final. Torneo cancelado el 14 de marzo de 2020 (semana 7). 
| Pos. | Equipo    | Encuentros | Encuentros | Encuentros | Encuentros | Tantos | Tantos | Tantos | Tantos | Tantos | PB | PB | Puntos |
| Pos. | Equipo    | PJ         | PG         | PE         | PP         | F      | C      | Dif    | Tf     | Tc     | BO | BD | Puntos |
| ---- | --------- | ---------- | ---------- | ---------- | ---------- | ------ | ------ | ------ | ------ | ------ | -- | -- | ------ |
| 1.º  | Brumbies  | 6          | 5          | 0          | 1          | 208    | 115    | +93    | 31     | 15     | 2  | 1  | 23     |
| 2.º  | Rebels    | 6          | 3          | 0          | 3          | 166    | 160    | +6     | 23     | 22     | 1  | 0  | 13     |
| 3.º  | Reds      | 7          | 2          | 0          | 5          | 219    | 176    | +43    | 32     | 25     | 2  | 3  | 13     |
| 4.º  | Waratahs  | 6          | 1          | 0          | 5          | 104    | 214    | –110   | 15     | 31     | 1  | 0  | 5      |
| 5.º  | Sunwolves | 6          | 1          | 0          | 5          | 101    | 292    | –191   | 15     | 45     | 0  | 0  | 4      |

|  | Ganadores de conferencia y clasificados a la siguiente fase. |
|  | Clasificados a la siguiente fase.                            |

### Conferencia Nueva Zelanda
Clasificación final. Torneo cancelado el 14 de marzo de 2020 (semana 7). 
| Pos. | Equipo      | Encuentros | Encuentros | Encuentros | Encuentros | Tantos | Tantos | Tantos | Tantos | Tantos | PB | PB | Puntos |
| Pos. | Equipo      | PJ         | PG         | PE         | PP         | F      | C      | Dif    | Tf     | Tc     | BO | BD | Puntos |
| ---- | ----------- | ---------- | ---------- | ---------- | ---------- | ------ | ------ | ------ | ------ | ------ | -- | -- | ------ |
| 1.º  | Crusaders   | 6          | 5          | 0          | 1          | 189    | 105    | +84    | 26     | 15     | 3  | 0  | 23     |
| 2.º  | Blues       | 7          | 5          | 0          | 2          | 192    | 134    | +58    | 25     | 17     | 2  | 0  | 22     |
| 3.º  | Chiefs      | 6          | 4          | 0          | 2          | 194    | 128    | +66    | 27     | 18     | 2  | 1  | 19     |
| 4.º  | Hurricanes  | 6          | 4          | 0          | 2          | 168    | 135    | +33    | 22     | 17     | 1  | 0  | 17     |
| 5.º  | Highlanders | 6          | 1          | 1          | 4          | 91     | 163    | –72    | 11     | 23     | 0  | 1  | 7      |

|  | Ganadores de conferencia y clasificados a la siguiente fase. |
|  | Clasificados a la siguiente fase.                            |

### Conferencia Sudáfrica
Clasificación final. Torneo cancelado el 14 de marzo de 2020 (semana 7). 
| Pos. | Equipo   | Encuentros | Encuentros | Encuentros | Encuentros | Tantos | Tantos | Tantos | Tantos | Tantos | PB | PB | Puntos |
| Pos. | Equipo   | PJ         | PG         | PE         | PP         | F      | C      | Dif    | Tf     | Tc     | BO | BD | Puntos |
| ---- | -------- | ---------- | ---------- | ---------- | ---------- | ------ | ------ | ------ | ------ | ------ | -- | -- | ------ |
| 1.º  | Sharks   | 7          | 6          | 0          | 1          | 213    | 153    | +60    | 25     | 19     | 0  | 0  | 24     |
| 2.º  | Jaguares | 7          | 3          | 1          | 3          | 169    | 135    | +34    | 23     | 16     | 2  | 1  | 17     |
| 3.º  | Stormers | 6          | 4          | 0          | 2          | 118    | 94     | +24    | 16     | 10     | 1  | 0  | 17     |
| 4.º  | Bulls    | 6          | 1          | 0          | 5          | 115    | 152    | –37    | 14     | 20     | 1  | 1  | 6      |
| 5.º  | Lions    | 6          | 1          | 0          | 5          | 109    | 200    | –91    | 14     | 27     | 0  | 1  | 5      |

|  | Ganadores de conferencia y clasificados a la siguiente fase. |
|  | Clasificados a la siguiente fase.                            |

### Tabla general
Clasificación final. Torneo cancelado el 14 de marzo de 2020 (semana 7). 
| Pos. | Equipo      | Encuentros | Encuentros | Encuentros | Encuentros | Tantos | Tantos | Tantos | Tantos | Tantos | PB | PB | Puntos |
| Pos. | Equipo      | PJ         | PG         | PE         | PP         | F      | C      | Dif    | Tf     | Tc     | BO | BD | Puntos |
| ---- | ----------- | ---------- | ---------- | ---------- | ---------- | ------ | ------ | ------ | ------ | ------ | -- | -- | ------ |
| 1.º  | Sharks      | 7          | 6          | 0          | 1          | 213    | 153    | +60    | 25     | 19     | 0  | 0  | 24     |
| 2.º  | Brumbies    | 6          | 5          | 0          | 1          | 208    | 115    | +93    | 31     | 15     | 2  | 1  | 23     |
| 3.º  | Crusaders   | 6          | 5          | 0          | 1          | 189    | 105    | +84    | 26     | 15     | 3  | 0  | 23     |
| 4.º  | Blues       | 7          | 5          | 0          | 2          | 192    | 134    | +58    | 25     | 17     | 2  | 0  | 22     |
| 5.º  | Chiefs      | 6          | 4          | 0          | 2          | 194    | 128    | +66    | 27     | 18     | 2  | 1  | 19     |
| 6.º  | Jaguares    | 7          | 3          | 1          | 3          | 169    | 135    | +34    | 23     | 16     | 2  | 1  | 17     |
| 7.º  | Hurricanes  | 6          | 4          | 0          | 2          | 168    | 135    | +33    | 22     | 17     | 1  | 0  | 17     |
| 8.º  | Stormers    | 6          | 4          | 0          | 2          | 118    | 94     | +24    | 16     | 10     | 1  | 0  | 17     |
| 9.º  | Rebels      | 6          | 3          | 0          | 3          | 166    | 160    | +6     | 23     | 22     | 1  | 0  | 13     |
| 10.º | Reds        | 7          | 2          | 0          | 5          | 219    | 176    | +43    | 32     | 25     | 2  | 3  | 13     |
| 11.º | Highlanders | 6          | 1          | 1          | 4          | 91     | 163    | –72    | 11     | 23     | 0  | 1  | 7      |
| 12.º | Bulls       | 6          | 1          | 0          | 5          | 115    | 152    | –37    | 14     | 20     | 1  | 1  | 6      |
| 13.º | Lions       | 6          | 1          | 0          | 5          | 109    | 200    | –91    | 14     | 27     | 0  | 1  | 5      |
| 14.º | Waratahs    | 6          | 1          | 0          | 5          | 104    | 214    | –110   | 15     | 31     | 1  | 0  | 5      |
| 15.º | Sunwolves   | 6          | 1          | 0          | 5          | 101    | 292    | –191   | 15     | 45     | 0  | 0  | 4      |

|  | Ganadores de conferencia y clasificados a la siguiente fase. |
|  | Clasificados a la siguiente fase.                            |

## Partidos de la fase regular
| La hora está expresada uniformemente según el UTC-0. Para poder establecer el horario en cada lugar se debe recurrir al huso horario en que esté ubicado, sumándole o restándole según corresponda. |

| Semana 1                | Semana 1 | Semana 1  | Semana 1 | Semana 1   | Semana 1                               | Semana 1     | Semana 1 |
| Local                   | PB       | Resultado | PB       | Visitante  | Estadio                                | Fecha        | Hora     |
| ----------------------- | -------- | --------- | -------- | ---------- | -------------------------------------- | ------------ | -------- |
| Blues                   |          | 29 - 37   |          | Chiefs     | Eden Park (Auckland)                   | 31 de enero  | 6:05     |
| Brumbies                |          | 27 - 24   | BD       | Reds       | Canberra Stadium (Canberra)            | 31 de enero  | 8:15     |
| Sharks                  |          | 23 - 15   |          | Bulls      | Kings Park Stadium (Durban)            | 31 de enero  | 17:10    |
| Sunwolves               |          | 36 - 27   |          | Rebels     | Level-5 Stadium (Fukuoka)              | 1 de febrero | 3:45     |
| Crusaders               | BO       | 43 - 25   |          | Waratahs   | Trafalgar Park (Nelson)                | 1 de febrero | 6:05     |
| Stormers                | BO       | 27 - 0    |          | Hurricanes | Newlands Stadium (Ciudad del Cabo)     | 1 de febrero | 13:05    |
| Jaguares                | BO       | 38 - 8    |          | Lions      | Estadio José Amalfitani (Buenos Aires) | 1 de febrero | 17:00    |
| Descansan: Highlanders. |          |           |          |            |                                        |              |          |

| Semana 2              | Semana 2 | Semana 2  | Semana 2 | Semana 2   | Semana 2                               | Semana 2     | Semana 2 |
| Local                 | PB       | Resultado | PB       | Visitante  | Estadio                                | Fecha        | Hora     |
| --------------------- | -------- | --------- | -------- | ---------- | -------------------------------------- | ------------ | -------- |
| Highlanders           |          | 20 - 42   |          | Sharks     | Forsyth Barr Stadium (Dunedin)         | 7 de febrero | 6:05     |
| Brumbies              |          | 39 - 26   |          | Rebels     | Canberra Stadium (Canberra)            | 7 de febrero | 8:15     |
| Chiefs                |          | 25 - 15   |          | Crusaders  | Waikato Stadium (Hamilton)             | 8 de febrero | 6:05     |
| Waratahs              |          | 12 - 32   | BO       | Blues      | McDonald Jones Stadium (Newcastle)     | 8 de febrero | 8:15     |
| Lions                 |          | 27 - 20   | BD       | Reds       | Ellis Park Stadium (Johannesburgo)     | 8 de febrero | 13:05    |
| Stormers              |          | 13 - 0    |          | Bulls      | Newlands Stadium (Ciudad del Cabo)     | 8 de febrero | 15:05    |
| Jaguares              | BD       | 23 - 26   |          | Hurricanes | Estadio José Amalfitani (Buenos Aires) | 8 de febrero | 17:00    |
| Descansan: Sunwolves. |          |           |          |            |                                        |              |          |

| Semana 3          | Semana 3 | Semana 3  | Semana 3 | Semana 3    | Semana 3                               | Semana 3      | Semana 3 |
| Local             | PB       | Resultado | PB       | Visitante   | Estadio                                | Fecha         | Hora     |
| ----------------- | -------- | --------- | -------- | ----------- | -------------------------------------- | ------------- | -------- |
| Blues             |          | 8 - 25    |          | Crusaders   | Eden Park (Auckland)                   | 14 de febrero | 6:05     |
| Rebels            |          | 24 - 10   |          | Waratahs    | AAMI Park (Melbourne)                  | 14 de febrero | 8:15     |
| Sunwolves         |          | 17 - 43   | BO       | Chiefs      | Chichibunomiya Rugby Stadium (Tokio)   | 15 de febrero | 3:45     |
| Hurricanes        |          | 38 - 22   |          | Sharks      | Westpac Stadium (Wellington)           | 15 de febrero | 6:05     |
| Brumbies          | BD       | 22 - 23   |          | Highlanders | Canberra Stadium (Canberra)            | 15 de febrero | 8:15     |
| Lions             | BD       | 30 - 33   |          | Stormers    | Ellis Park Stadium (Johannesburgo)     | 15 de febrero | 13:05    |
| Jaguares          |          | 43 - 27   |          | Reds        | Estadio José Amalfitani (Buenos Aires) | 15 de febrero | 17:00    |
| Descansan: Bulls. |          |           |          |             |                                        |               |          |

| Semana 4                                 | Semana 4 | Semana 4  | Semana 4 | Semana 4    | Semana 4                           | Semana 4      | Semana 4 |
| Local                                    | PB       | Resultado | PB       | Visitante   | Estadio                            | Fecha         | Hora     |
| ---------------------------------------- | -------- | --------- | -------- | ----------- | ---------------------------------- | ------------- | -------- |
| Crusaders                                | BO       | 33 - 13   |          | Highlanders | AMI Stadium (Christchurch)         | 21 de febrero | 6:05     |
| Rebels                                   |          | 24 - 36   |          | Sharks      | AAMI Park (Melbourne)              | 22 de febrero | 3:45     |
| Chiefs                                   |          | 14 - 26   |          | Brumbies    | Waikato Stadium (Hamilton)         | 22 de febrero | 6:05     |
| Reds                                     | BO       | 64 - 5    |          | Sunwolves   | Suncorp Stadium (Brisbane)         | 22 de febrero | 8:15     |
| Stormers                                 |          | 17 - 7    |          | Jaguares    | Newlands Stadium (Ciudad del Cabo) | 22 de febrero | 13:05    |
| Bulls                                    | BD       | 21 - 23   |          | Blues       | Loftus Versfeld (Pretoria)         | 22 de febrero | 15:15    |
| Descansan: Hurricanes, Lions y Waratahs. |          |           |          |             |                                    |               |          |

| Semana 5                                 | Semana 5 | Semana 5  | Semana 5 | Semana 5  | Semana 5                            | Semana 5      | Semana 5 |
| Local                                    | PB       | Resultado | PB       | Visitante | Estadio                             | Fecha         | Hora     |
| ---------------------------------------- | -------- | --------- | -------- | --------- | ----------------------------------- | ------------- | -------- |
| Highlanders                              | BD       | 22 - 28   |          | Rebels    | Forsyth Barr Stadium (Dunedin)      | 28 de febrero | 6:05     |
| Waratahs                                 | BO       | 29 - 17   |          | Lions     | Western Sydney Stadium (Parramatta) | 28 de febrero | 8:15     |
| Hurricanes                               | BO       | 62 - 15   |          | Sunwolves | McLean Park (Napier)                | 29 de febrero | 3:45     |
| Reds                                     |          | 23 - 33   |          | Sharks    | Suncorp Stadium (Brisbane)          | 29 de febrero | 8:15     |
| Stormers                                 |          | 14 - 33   |          | Blues     | Newlands Stadium (Ciudad del Cabo)  | 29 de febrero | 13:05    |
| Bulls                                    |          | 24 - 39   | BO       | Jaguares  | Loftus Versfeld (Pretoria)          | 29 de febrero | 15:15    |
| Descansan: Crusaders, Chiefs y Brumbies. |          |           |          |           |                                     |               |          |

| Semana 6             | Semana 6 | Semana 6  | Semana 6 | Semana 6    | Semana 6                           | Semana 6   | Semana 6 |
| Local                | PB       | Resultado | PB       | Visitante   | Estadio                            | Fecha      | Hora     |
| -------------------- | -------- | --------- | -------- | ----------- | ---------------------------------- | ---------- | -------- |
| Sunwolves            |          | 14 - 47   | BO       | Brumbies    | Hanazono Rugby Stadium (Osaka)     | 6 de marzo | 3:15     |
| Crusaders            |          | 24 - 20   | BD       | Reds        | Estadio AMI (Christchurch)         | 6 de marzo | 6:05     |
| Waratahs             |          | 14 - 51   | BO       | Chiefs      | Wollongong Showground (Wollongong) | 6 de marzo | 8:15     |
| Hurricanes           |          | 15 - 24   |          | Blues       | Estadio Westpac (Wellington)       | 7 de marzo | 6:05     |
| Rebels               | BO       | 37 - 17   |          | Lions       | AAMI Park (Melbourne)              | 7 de marzo | 8:15     |
| Sharks               |          | 33 - 19   |          | Jaguares    | Estadio Kings Park (Durban)        | 7 de marzo | 13:05    |
| Bulls                | BO       | 38 - 13   |          | Highlanders | Loftus Versfeld (Pretoria)         | 7 de marzo | 15:15    |
| Descansan: Stormers. |          |           |          |             |                                    |            |          |

| Semana 7           | Semana 7 | Semana 7  | Semana 7 | Semana 7    | Semana 7                               | Semana 7    | Semana 7 |
| Local              | PB       | Resultado | PB       | Visitante   | Estadio                                | Fecha       | Hora     |
| ------------------ | -------- | --------- | -------- | ----------- | -------------------------------------- | ----------- | -------- |
| Chiefs             | BD       | 24 - 27   |          | Hurricanes  | Estadio Waikato (Hamilton)             | 13 de marzo | 6:05     |
| Sunwolves          |          | 14 - 49   | BO       | Crusaders   | Chichibunomiya Rugby Stadium (Tokio)   | 14 de marzo | 3:45     |
| Blues              | BO       | 43 - 10   |          | Lions       | Eden Park (Auckland)                   | 14 de marzo | 6:05     |
| Reds               | BO       | 41 - 17   |          | Bulls       | Estadio Suncorp (Brisbane)             | 14 de marzo | 8:15     |
| Sharks             |          | 24 - 14   |          | Stormers    | Estadio Kings Park (Durban)            | 14 de marzo | 13:05    |
| Jaguares           |          | 0 - 0     |          | Highlanders | Estadio José Amalfitani (Buenos Aires) | 14 de marzo | 23:00    |
| Brumbies           | BO       | 47 - 14   |          | Waratahs    | Estadio Canberra (Canberra)            | 15 de marzo | 5:05     |
| Descansan: Rebels. |          |           |          |             |                                        |             |          |

| Semana 8          | Semana 8 | Semana 8  | Semana 8 | Semana 8   | Semana 8                               | Semana 8    | Semana 8 |
| Local             | PB       | Resultado | PB       | Visitante  | Estadio                                | Fecha       | Hora     |
| ----------------- | -------- | --------- | -------- | ---------- | -------------------------------------- | ----------- | -------- |
| Crusaders         |          | -         |          | Hurricanes | Estadio AMI (Christchurch)             | 20 de marzo | 6:05     |
| Rebels            |          | -         |          | Sunwolves  | AAMI Park (Melbourne)                  | 20 de marzo | 8:15     |
| Highlanders       |          | -         |          | Lions      | Estadio Forsyth Barr (Dunedin)         | 21 de marzo | 3:45     |
| Blues             |          | -         |          | Brumbies   | Eden Park (Auckland)                   | 21 de marzo | 6:35     |
| Waratahs          |          | -         |          | Bulls      | Scully Park (Tamworth)                 | 21 de marzo | 8:45     |
| Sharks            |          | -         |          | Chiefs     | Estadio Kings Park (Durban)            | 21 de marzo | 13:05    |
| Jaguares          |          | -         |          | Stormers   | Estadio José Amalfitani (Buenos Aires) | 21 de marzo | 23:00    |
| Descansan: Reds . |          |           |          |            |                                        |             |          |

| Semana 9                             | Semana 9 | Semana 9  | Semana 9 | Semana 9  | Semana 9                                    | Semana 9    | Semana 9 |
| Local                                | PB       | Resultado | PB       | Visitante | Estadio                                     | Fecha       | Hora     |
| ------------------------------------ | -------- | --------- | -------- | --------- | ------------------------------------------- | ----------- | -------- |
| Hurricanes                           |          | -         |          | Bulls     | Estadio Regional de Wellington (Wellington) | 27 de marzo | 6:05     |
| Reds                                 |          | -         |          | Brumbies  | Estadio Suncorp (Brisbane)                  | 27 de marzo | 8:15     |
| Highlanders                          |          | -         |          | Crusaders | Estadio Forsyth Barr (Dunedin)              | 28 de marzo | 6:05     |
| Waratahs                             |          | -         |          | Sunwolves | Sydney Cricket Ground (Sídney)              | 28 de marzo | 8:15     |
| Lions                                |          | -         |          | Chiefs    | Estadio Ellis Park (Johannesburgo)          | 28 de marzo | 13:05    |
| Stormers                             |          | -         |          | Rebels    | Estadio Newlands (Ciudad del Cabo)          | 28 de marzo | 15:15    |
| Descansan: Blues, Jaguares y Sharks. |          |           |          |           |                                             | 28 de marzo |          |

| Semana 10                | Semana 10 | Semana 10 | Semana 10 | Semana 10  | Semana 10                              | Semana 10  | Semana 10 |
| Local                    | PB        | Resultado | PB        | Visitante  | Estadio                                | Fecha      | Hora      |
| ------------------------ | --------- | --------- | --------- | ---------- | -------------------------------------- | ---------- | --------- |
| Crusaders                |           | -         |           | Blues      | Rugby League Park (Christchurch)       | 3 de abril | 6:05      |
| Chiefs                   |           | -         |           | Bulls      | Estadio Waikato (Hamilton)             | 4 de abril | 3:45      |
| Brumbies                 |           | -         |           | Hurricanes | Estadio Canberra (Canberra)            | 4 de abril | 8:15      |
| Stormers                 |           | -         |           | Waratahs   | Estadio Newlands (Ciudad del Cabo)     | 4 de abril | 13:05     |
| Lions                    |           | -         |           | Sharks     | Estadio Ellis Park (Johannesburgo)     | 4 de abril | 15:15     |
| Jaguares                 |           | -         |           | Rebels     | Estadio José Amalfitani (Buenos Aires) | 4 de abril | 23:00     |
| Sunwolves                |           | -         |           | Reds       | Chichibunomiya Rugby Stadium (Tokio)   | 5 de abril | 5:15      |
| Descansan: Highlanders . |           |           |           |            |                                        |            |           |

| Semana 11                                   | Semana 11 | Semana 11 | Semana 11 | Semana 11  | Semana 11                          | Semana 11   | Semana 11 |
| Local                                       | PB        | Resultado | PB        | Visitante  | Estadio                            | Fecha       | Hora      |
| ------------------------------------------- | --------- | --------- | --------- | ---------- | ---------------------------------- | ----------- | --------- |
| Highlanders                                 |           | -         |           | Chiefs     | Estadio Forsyth Barr (Dunedin)     | 10 de abril | 5:00      |
| Blues                                       |           | -         |           | Hurricanes | Eden Park (Auckland)               | 11 de abril | 4:45      |
| Reds                                        |           | -         |           | Rebels     | Estadio Suncorp (Brisbane)         | 11 de abril | 9:15      |
| Sharks                                      |           | -         |           | Waratahs   | Estadio Kings Park (Durban)        | 11 de abril | 13:05     |
| Bulls                                       |           | -         |           | Lions      | Estadio Loftus Versfeld (Pretoria) | 11 de abril | 15:15     |
| Brumbies                                    |           | -         |           | Jaguares   | Estadio Canberra (Canberra)        | 12 de abril | 6:05      |
| Descansan: Crusaders, Stormers y Sunwolves. |           |           |           |            |                                    |             |           |

| Semana 12                            | Semana 12 | Semana 12 | Semana 12 | Semana 12   | Semana 12                          | Semana 12   | Semana 12 |
| Local                                | PB        | Resultado | PB        | Visitante   | Estadio                            | Fecha       | Hora      |
| ------------------------------------ | --------- | --------- | --------- | ----------- | ---------------------------------- | ----------- | --------- |
| Hurricanes                           |           | -         |           | Highlanders | Estadio Westpac (Wellington)       | 17 de abril | 7:05      |
| Rebels                               |           | -         |           | Crusaders   | AAMI Park (Melbourne)              | 17 de abril | 9:15      |
| Blues                                |           | -         |           | Jaguares    | Okara Park (Whangarei)             | 18 de abril | 4:45      |
| Waratahs                             |           | -         |           | Reds        | Western Sydney Stadium (Sídney)    | 18 de abril | 9:15      |
| Lions                                |           | -         |           | Sunwolves   | Estadio Ellis Park (Johannesburgo) | 18 de abril | 13:05     |
| Stormers                             |           | -         |           | Sharks      | Estadio Newlands (Ciudad del Cabo) | 18 de abril | 15:15     |
| Descansan: Brumbies, Bulls y Chiefs. |           |           |           |             |                                    |             |           |

| Semana 13                                | Semana 13 | Semana 13 | Semana 13 | Semana 13   | Semana 13                           | Semana 13   | Semana 13 |
| Local                                    | PB        | Resultado | PB        | Visitante   | Estadio                             | Fecha       | Hora      |
| ---------------------------------------- | --------- | --------- | --------- | ----------- | ----------------------------------- | ----------- | --------- |
| Crusaders                                |           | -         |           | Jaguares    | Rugby League Park (Christchurch)    | 24 de abril | 7:05      |
| Rebels                                   |           | -         |           | Blues       | AAMI Park (Melbourne)               | 24 de abril | 9:15      |
| Chiefs                                   |           | -         |           | Stormers    | Estadio Navigation Homes (Pukekohe) | 25 de abril | 7:05      |
| Sharks                                   |           | -         |           | Brumbies    | Estadio Kings Park (Durban)         | 25 de abril | 13:05     |
| Bulls                                    |           | -         |           | Sunwolves   | Estadio Loftus Versfeld (Pretoria)  | 25 de abril | 15:15     |
| Reds                                     |           | -         |           | Highlanders | Estadio Suncorp (Brisbane)          | 26 de abril | 6:05      |
| Descansan: Hurricanes, Lions y Waratahs. |           |           |           |             |                                     |             |           |

| Semana 14        | Semana 14 | Semana 14 | Semana 14 | Semana 14 | Semana 14                               | Semana 14 | Semana 14 |
| Local            | PB        | Resultado | PB        | Visitante | Estadio                                 | Fecha     | Hora      |
| ---------------- | --------- | --------- | --------- | --------- | --------------------------------------- | --------- | --------- |
| Hurricanes       |           | -         |           | Chiefs    | Estadio Westpac (Wellington)            | 1 de mayo | 7:05      |
| Crusaders        |           | -         |           | Stormers  | Rugby League Park (Christchurch)        | 2 de mayo | 4:45      |
| Highlanders      |           | -         |           | Blues     | Estadio Forsyth Barr (Dunedin)          | 2 de mayo | 7:05      |
| Waratahs         |           | -         |           | Rebels    | Brookvale Oval (Brookvale )             | 2 de mayo | 9:15      |
| Sunwolves        |           | -         |           | Jaguares  | Estadio Nacional de Singapur (Singapur) | 2 de mayo | 11:25     |
| Sharks           |           | -         |           | Lions     | Estadio Kings Park (Durban)             | 2 de mayo | 15:15     |
| Bulls            |           | -         |           | Brumbies  | Estadio Loftus Versfeld (Pretoria)      | 2 de mayo | 15:45     |
| Descansan: Reds. |           |           |           |           |                                         |           |           |

| Semana 15          | Semana 15 | Semana 15 | Semana 15 | Semana 15   | Semana 15                              | Semana 15 | Semana 15 |
| Local              | PB        | Resultado | PB        | Visitante   | Estadio                                | Fecha     | Hora      |
| ------------------ | --------- | --------- | --------- | ----------- | -------------------------------------- | --------- | --------- |
| Hurricanes         |           | -         |           | Crusaders   | Estadio Westpac (Wellington)           | 8 de mayo | 7:05      |
| Sunwolves          |           | -         |           | Waratahs    | Chichibunomiya Rugby Stadium (Tokio)   | 8 de mayo | 10:00     |
| Chiefs             |           | -         |           | Highlanders | Estadio Waikato (Hamilton)             | 9 de mayo | 4:45      |
| Blues              |           | -         |           | Reds        | Eden Park (Auckland)                   | 9 de mayo | 7:05      |
| Brumbies           |           | -         |           | Stormers    | Manuka Oval (Canberra)                 | 9 de mayo | 9:15      |
| Lions              |           | -         |           | Bulls       | Estadio Ellis Park (Johannesburgo)     | 9 de mayo | 13:05     |
| Jaguares           |           | -         |           | Sharks      | Estadio José Amalfitani (Buenos Aires) | 9 de mayo | 23:00     |
| Descansan: Rebels. |           |           |           |             |                                        | 9 de mayo |           |

| Semana 16            | Semana 16 | Semana 16 | Semana 16 | Semana 16  | Semana 16                            | Semana 16  | Semana 16 |
| Local                | PB        | Resultado | PB        | Visitante  | Estadio                              | Fecha      | Hora      |
| -------------------- | --------- | --------- | --------- | ---------- | ------------------------------------ | ---------- | --------- |
| Chiefs               |           | -         |           | Blues      | Estadio Waikato (Hamilton)           | 15 de mayo | 7:05      |
| Rebels               |           | -         |           | Brumbies   | AAMI Park (Melbourne)                | 15 de mayo | 9:15      |
| Sunwolves            |           | -         |           | Stormers   | Chichibunomiya Rugby Stadium (Tokio) | 16 de mayo | 4:45      |
| Highlanders          |           | -         |           | Hurricanes | Estadio Forsyth Barr (Dunedin)       | 16 de mayo | 7:05      |
| Reds                 |           | -         |           | Waratahs   | Estadio Suncorp (Brisbane)           | 16 de mayo | 9:15      |
| Lions                |           | -         |           | Crusaders  | Estadio Ellis Park (Johannesburgo)   | 16 de mayo | 13:05     |
| Bulls                |           | -         |           | Sharks     | Estadio Loftus Versfeld (Pretoria)   | 16 de mayo | 15:15     |
| Descansan: Jaguares. |           |           |           |            |                                      | 16 de mayo |           |

| Semana 17         | Semana 17 | Semana 17 | Semana 17 | Semana 17  | Semana 17                              | Semana 17  | Semana 17 |
| Local             | PB        | Resultado | PB        | Visitante  | Estadio                                | Fecha      | Hora      |
| ----------------- | --------- | --------- | --------- | ---------- | -------------------------------------- | ---------- | --------- |
| Chiefs            |           | -         |           | Rebels     | Estadio Waikato (Hamilton)             | 22 de mayo | 7:05      |
| Reds              |           | -         |           | Hurricanes | Estadio Suncorp (Brisbane)             | 22 de mayo | 9:15      |
| Highlanders       |           | -         |           | Sunwolves  | Estadio Forsyth Barr (Dunedin)         | 23 de mayo | 7:05      |
| Waratahs          |           | -         |           | Brumbies   | Western Sydney Stadium (Sídney)        | 23 de mayo | 9:15      |
| Sharks            |           | -         |           | Crusaders  | Estadio Kings Park (Durban)            | 23 de mayo | 13:05     |
| Stormers          |           | -         |           | Lions      | Estadio Newlands (Ciudad del Cabo)     | 23 de mayo | 15:15     |
| Jaguares          |           | -         |           | Bulls      | Estadio José Amalfitani (Buenos Aires) | 23 de mayo | 23:00     |
| Descansan: Blues. |           |           |           |            |                                        | 23 de mayo |           |

| Semana 18          | Semana 18 | Semana 18 | Semana 18 | Semana 18   | Semana 18                          | Semana 18  | Semana 18 |
| Local              | PB        | Resultado | PB        | Visitante   | Estadio                            | Fecha      | Hora      |
| ------------------ | --------- | --------- | --------- | ----------- | ---------------------------------- | ---------- | --------- |
| Blues              |           | -         |           | Highlanders | Eden Park (Auckland)               | 29 de mayo | 7:05      |
| Brumbies           |           | -         |           | Sunwolves   | Estadio Canberra (Canberra)        | 29 de mayo | 9:15      |
| Hurricanes         |           | -         |           | Waratahs    | Estadio Westpac (Wellington)       | 30 de mayo | 4:45      |
| Crusaders          |           | -         |           | Chiefs      | Rugby League Park (Christchurch)   | 30 de mayo | 7:05      |
| Rebels             |           | -         |           | Reds        | AAMI Park (Melbourne)              | 30 de mayo | 9:15      |
| Lions              |           | -         |           | Jaguares    | Estadio Ellis Park (Johannesburgo) | 30 de mayo | 13:05     |
| Bulls              |           | -         |           | Stormers    | Estadio Loftus Versfeld (Pretoria) | 30 de mayo | 15:15     |
| Descansan: Sharks. |           |           |           |             |                                    | 30 de mayo |           |

## Segunda Fase (Play-offs)

### Cuadro
|  | Cuartos de final | Cuartos de final |           |           | Semifinales | Semifinales |  |           | Final       | Final       |  |
|  | 5 de junio       | 5 de junio       |           |           | 12 de junio | 12 de junio |  |           | 19 de junio | 19 de junio |  |
|  |                  |                  |           |           |             |             |  |           |             |             |  |
|  |                  |                  |           |           |             |             |  |           |             |             |  |
|  | Clasificado 1    | 0                |           |           |             |             |  |           |             |             |  |
|  | Clasificado 1    | 0                |           |           |             |             |  |           |             |             |  |
|  | Clasificado 8    | 0                |           |           |             |             |  |           |             |             |  |
|  | Clasificado 8    | 0                |           | Ganador 1 | 0           |             |  |           |             |             |  |
|  |                  |                  |           | Ganador 1 | 0           |             |  |           |             |             |  |
|  |                  |                  | Ganador 2 | 0         |             |             |  |           |             |             |  |
|  | Clasificado 4    | 0                | Ganador 2 | 0         |             |             |  |           |             |             |  |
|  | Clasificado 4    | 0                |           |           |             |             |  |           |             |             |  |
|  | Clasificado 5    | 0                |           |           |             |             |  |           |             |             |  |
|  | Clasificado 5    | 0                |           |           |             |             |  | Ganador 1 | 0           |             |  |
|  |                  |                  |           |           |             |             |  | Ganador 1 | 0           |             |  |
|  |                  |                  | Ganador 2 | 0         |             |             |  |           |             |             |  |
|  | Clasificado 2    | 0                | Ganador 2 | 0         |             |             |  |           |             |             |  |
|  | Clasificado 2    | 0                |           |           |             |             |  |           |             |             |  |
|  | Clasificado 7    | 0                |           |           |             |             |  |           |             |             |  |
|  | Clasificado 7    | 0                |           | Ganador 3 | 0           |             |  |           |             |             |  |
|  |                  |                  |           | Ganador 3 | 0           |             |  |           |             |             |  |
|  |                  |                  | Ganador 4 | 0         |             |             |  |           |             |             |  |
|  | Clasificado 3    | 0                | Ganador 4 | 0         |             |             |  |           |             |             |  |
|  | Clasificado 3    | 0                |           |           |             |             |  |           |             |             |  |
|  | Clasificado 6    | 0                |           |           |             |             |  |           |             |             |  |
|  | Clasificado 6    | 0                |           |           |             |             |  |           |             |             |  |
|  |                  |                  |           |           |             |             |  |           |             |             |  |